# Función gamma incompleta

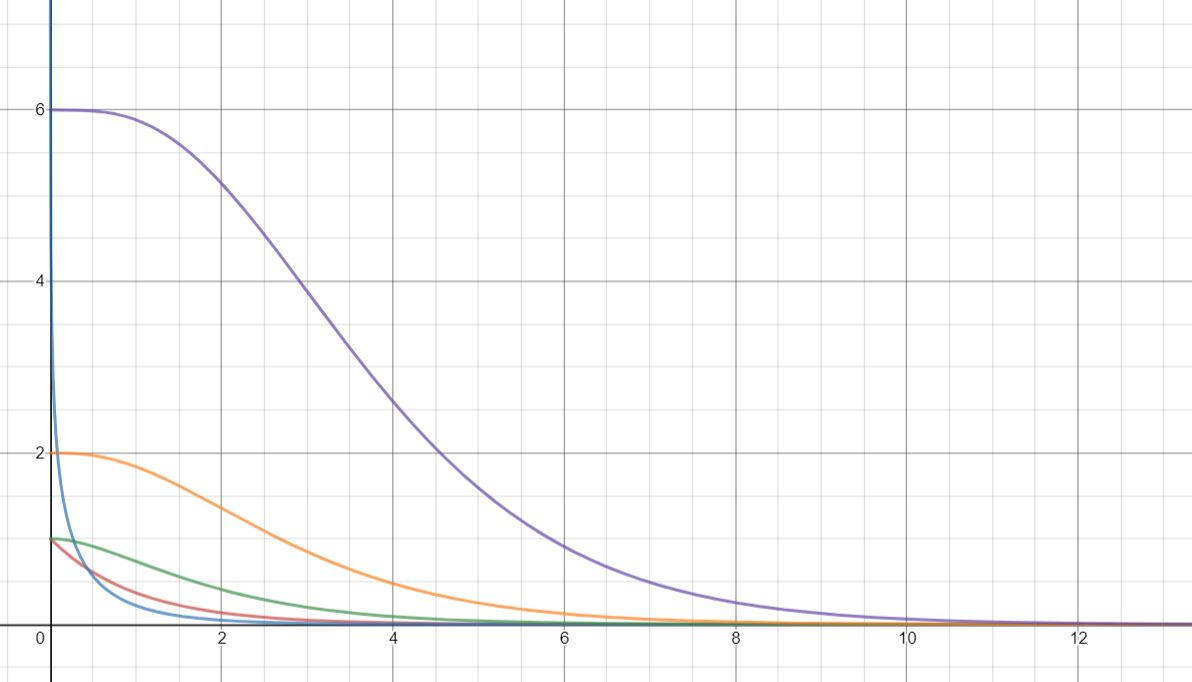
La función gamma incompleta cuando varía el límite superior para algunos valores de a: 0 (azul), 1 (rojo), 2 (verde), 3 (naranja), 4 (morado).

En matemática, la función gamma se define como una integral definida. La función gamma incompleta se define como una integral definida del mismo integrando.
Hay dos tipos de función gamma incompleta, una para el caso en el que varía el límite inferior de integración, y otro cuando varía el límite superior. La primera se denota como {\displaystyle \Gamma (a,x)} y se define como
{\displaystyle \Gamma (a,x)=\int _{x}^{\infty }t^{a-1}\,e^{-t}\,dt.\,\!}
La segunda se escribe {\displaystyle \gamma (a,x)} y se define como 
{\displaystyle \gamma (a,x)=\int _{0}^{x}t^{a-1}\,e^{-t}\,dt.\,\!}
En ambos casos, x es una variable real mayor o igual que cero, y a es una variable compleja, cuya parte real es positiva.

## Propiedades
Integrando por partes se demuestra que
{\displaystyle \Gamma (a+1,x)=a\Gamma (a,x)+x^{a}e^{-x}\,}
{\displaystyle \gamma (a+1,x)=a\gamma (a,x)-x^{a}e^{-x}.\,}
Dado que la función gamma ordinaria se define como
{\displaystyle \Gamma (a)=\int _{0}^{\infty }t^{a-1}\,e^{-t}\,dt\,\!}
tenemos que
{\displaystyle \gamma (a,x)+\Gamma (a,x)=\Gamma (a).\,}
Además,
{\displaystyle \Gamma (a,x)=(a-1)!e^{-x}\sum _{k=0}^{a-1}{\frac {x^{k}}{k!}}} si a es un número entero. (Weisstein)
{\displaystyle \Gamma (a,0)=\Gamma (a)\,}
{\displaystyle \Gamma (a)=(a-1)!\,} si a es un número entero.
y
{\displaystyle \gamma (a,x)\rightarrow \Gamma (a)\quad \mathrm {para\ } x\rightarrow \infty .\,}
También,
{\displaystyle \Gamma (0,x)=-{\mbox{Ei}}(-x){\mbox{ si }}x>0\,}
{\displaystyle \Gamma \left({1 \over 2},x\right)={\sqrt {\pi }}\,{\mbox{erfc}}\left({\sqrt {x}}\right)\,}
{\displaystyle \gamma \left({1 \over 2},x\right)={\sqrt {\pi }}\,{\mbox{erf}}\left({\sqrt {x}}\right)\,}
{\displaystyle \Gamma (1,x)=e^{-x}\,}
{\displaystyle \gamma (1,x)=1-e^{-x}\,}
donde Ei es la función integral exponencial, erf es la función de error, y erfc la función de error complementaria, erfc(x) = 1 − erf(x).

## Funciones Gamma regularizadas
Dos funciones relacionadas son las funciones Gamma regularizadas:
{\displaystyle P(a,x)={\frac {\gamma (a,x)}{\Gamma (a)}}}
{\displaystyle Q(a,x)={\frac {\Gamma (a,x)}{\Gamma (a)}}=1-P(a,x)}

## Derivadas
La derivada de la función gamma incompleta {\displaystyle \Gamma (a,x)} en x es bien conocida. Es dado simplemente por el integrando de su definición completa:
{\displaystyle {\frac {\partial \Gamma (a,x)}{\partial x}}=-x^{a-1}e^{-x}}
La derivada con respecto a la parámetro a viene dada por
{\displaystyle {\frac {\partial \Gamma (a,x)}{\partial a}}=\ln(x)\Gamma (a,x)+x~T(3,a,x)}
y la segunda derivada es:
{\displaystyle {\frac {\partial ^{2}\Gamma (a,x)}{\partial a^{2}}}=\ln ^{2}(x)\Gamma (a,x)+2x~(\ln(x)~T(3,a,x)+T(4,a,x))}
donde la función "T(m,a,x)" es un caso especial de la función G de Meijer.
{\displaystyle T(m,a,z)=G_{m-1,m}^{~m,~0}\left(x\left|{\begin{array}{c}0,0,\ldots 0\\-1,-1,\ldots ,a-1,-1\end{array}}\right.\right)~.}
Este caso tiene propiedades internas de cierre de los suyos, dado que puede expresar todas las derivadas sucesivas. En general,
{\displaystyle {\frac {\partial ^{m}\Gamma (a,x)}{\partial a^{m}}}=\ln ^{m}(x)\Gamma (a,x)+mx~\sum _{i=0}^{m-1}P_{i}^{m-1}\ln ^{m-i-1}(x)~T(3+i,a,x)}
dónde{\displaystyle P_{j}^{i}} es la permutación definida por el símbolo de Pochhammer:
{\displaystyle P_{j}^{i}=\left({\begin{array}{l}i\\j\end{array}}\right)j!={\frac {i!}{(i-j)!}}~.}
Todos estos derivados pueden ser producidos a partir de:
{\displaystyle {\frac {\partial T(m,a,x)}{\partial a}}=\ln(x)~T(m,a,x)+(m-1)T(m+1,a,x)}
y
{\displaystyle {\frac {\partial T(m,a,x)}{\partial x}}=-{\frac {1}{x}}(T(m-1,a,x)+T(m,a,x))}
Esta función T(m,a,x) se puede calcular por su representación estándar, siempre que :{\displaystyle |z|<1},
{\displaystyle T(m,a,z)=-{\frac {(-1)^{m-1}}{(m-2)!}}{\frac {d^{m-2}}{dt^{m-2}}}\left.(\Gamma (a-t)z^{t-1})\right]_{t=0}+\sum _{i=0}^{\infty }{\frac {(-1)^{i}z^{a-1+i}}{i!(-a-i)^{m-1}}}}
y siempre que el parámetro a no es un número entero negativo o cero. En este último caso, se debe utilizar un límite. Resultados de {\displaystyle |z|\geq 1} Se puede obtener por una extensión analítica. Algunos casos especiales de esta función se puede simplificar. Por ejemplo,
{\displaystyle T(2,a,x)={\frac {\Gamma (a,x)}{x}}}
{\displaystyle x~T(3,1,x)=E_{1}(x)}
donde {\displaystyle E_{1}(x)} es la función integral exponencial. Los derivados y la función T(m,a,x) proporcionar soluciones exactas a un número de integrales por la diferenciación repetido de la definición completa de la función gamma incompleta {\displaystyle \Gamma (a,x)}. Por ejemplo,
{\displaystyle \int _{x}^{\infty }t^{a-1}\ln ^{m}(t)~e^{-t}={\frac {\partial ^{m}}{\partial a^{m}}}\int _{x}^{\infty }t^{a-1}e^{-t}={\frac {\partial ^{m}}{\partial a^{m}}}\Gamma (a,x)}
Esta fórmula se puede "inflar" o más generalizado a una gran clase de la transformada de Laplace o de Mellin. Una vez combinado con un sistema algebraico computacional, funcionamiento de las funciones especiales proporciona un método poderoso para resolver integrales definidas, en particular los que se enfrentan los ingenieros de aplicaciones prácticas. Este método fue inventado por el sistema Maple y, más tarde imitada por Mathematica, MuPAD y otros sistemas. La función "T(m,a,x)" era conocido en el grupo de investigación de arce como una función de Scott-G.